# Kultura Chorwacji
Kultura Chorwacji ma bardzo długą historię. Pierwsi mieszkańcy pojawili się na tym obszarze w starożytności.

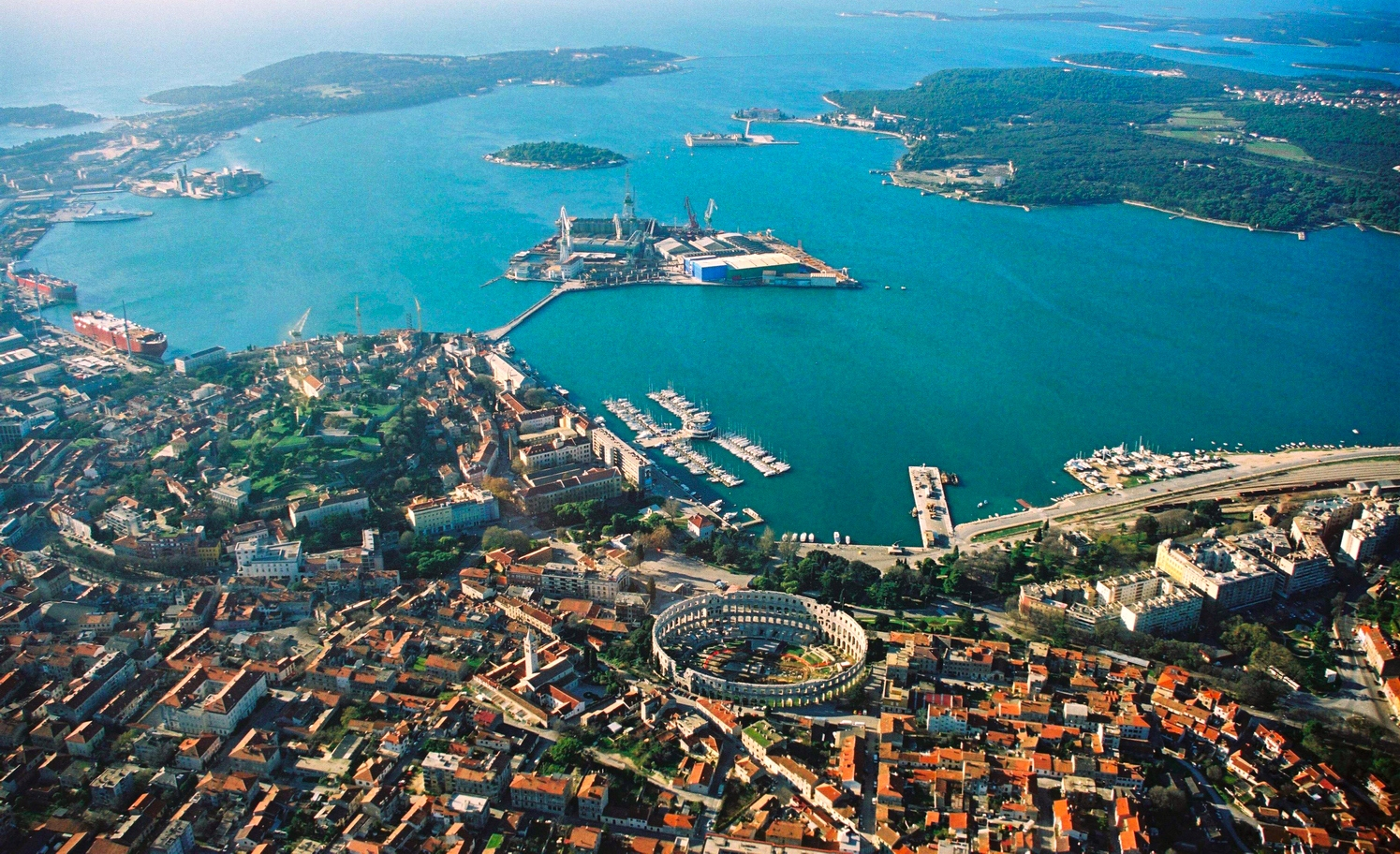
Pula

Ze względu na swoje położenie geograficzne Chorwacja jest miejscem spotkań czterech różnych kultur. Tutaj mieszają cię ze sobą kultury Wschodu i Zachodu, Europa Środkowa i kultura krajów basenu Morza Śródziemnego.

## Starożytne dziedzictwo kulturowe
Do zabytków pochodzących z epoki paleolitu zalicza się kamienie i kości. Starsze pozostałości obejmują także szczątki neandertalczyków znalezione w pobliżu miejscowości Krapina w północnej części Chorwacji. Ich wiek szacuje się na 100 tys. lat.
Najbardziej interesujące znaleziska z epoki miedzi są związane z kulturą Vučedol-Zók.

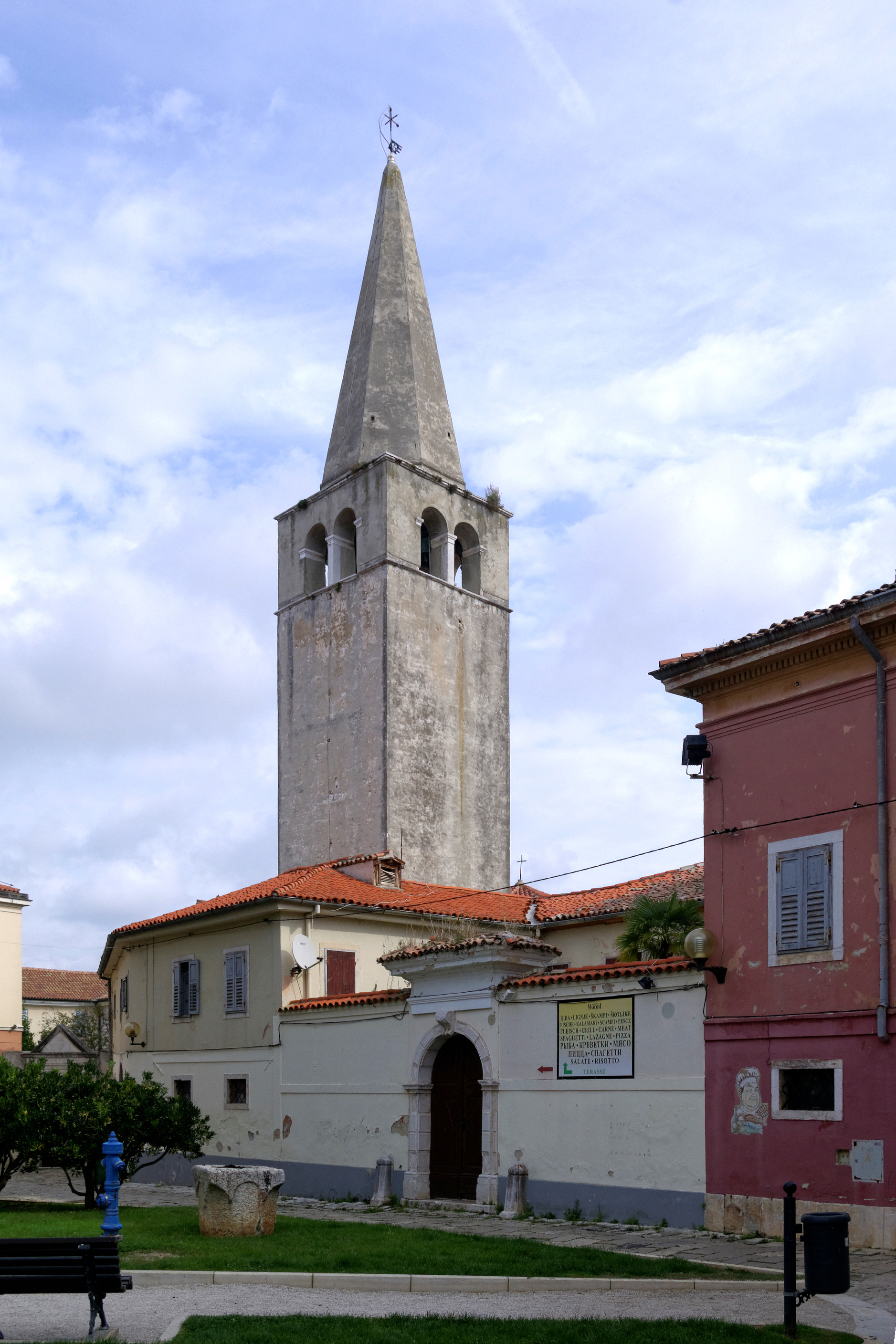
Bazylika Eufrazjusza w Poreciu

U schyłku epoki brązy tereny obecnej Chorwacji zamieszkiwał lud Ilirów. Z tego kresu pochodzą ściany cytadeli Nezakcij, położonej w pobliżu miejscowości Pula.

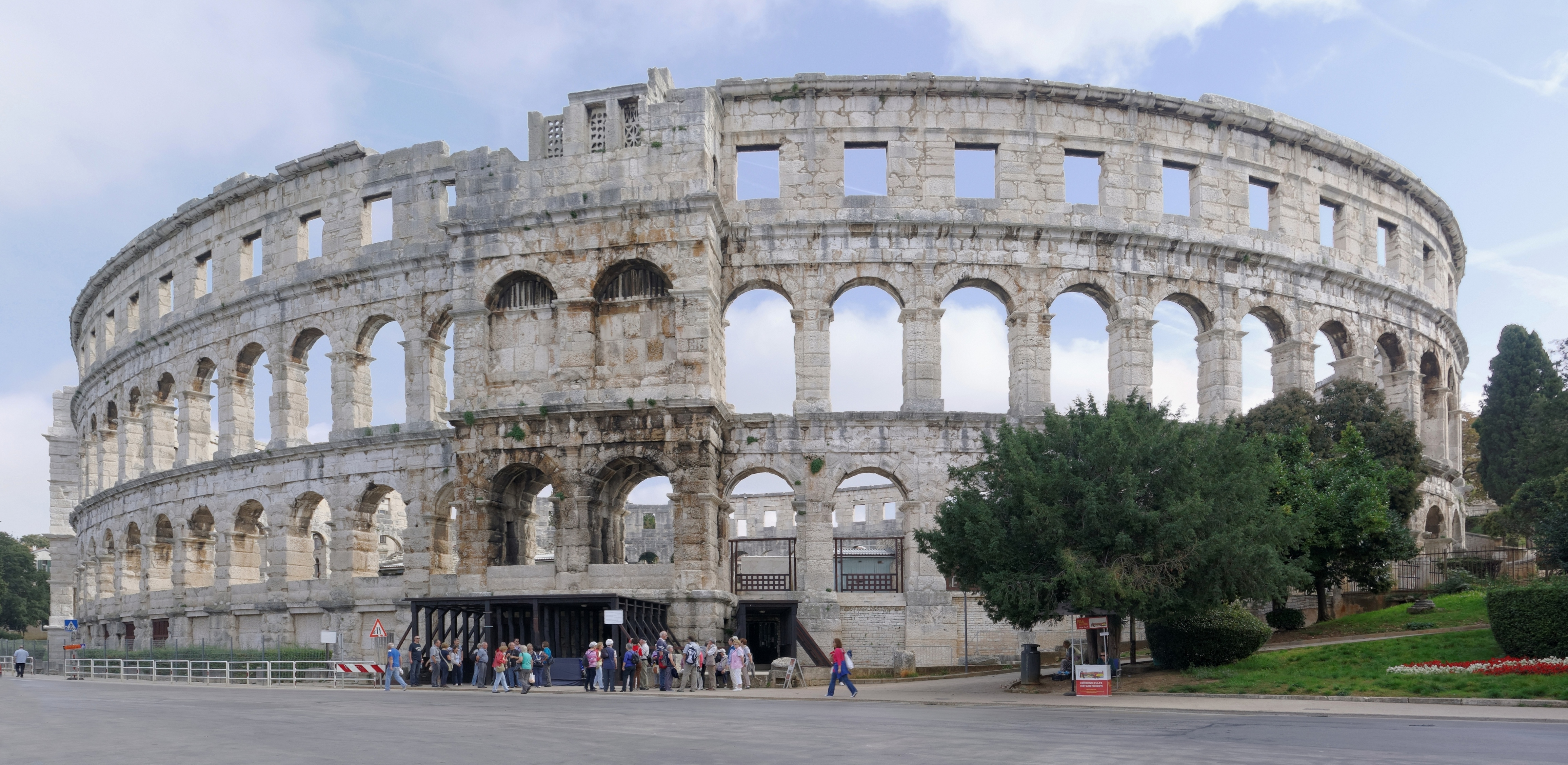
Koloseum w Puli

Rzymianie przebudowali całe wybrzeże Adriatyku, przekształcając cytadele w miasta. W co najmniej trzydziestu miastach Istrii i Dalmacji zamieszkiwali rzymscy obywatele. W Poreču i Zadarze znajdują się najlepiej zachowane drogi. Natomiast w Puli znajdziemy rzymskie koloseum.
Na przełomie III i IV w. n.e. w Splicie cesarz Dioklecjan nakazał wzniesienie Pałacu Dioklecjana. Jest największy i najważniejszy zabytek architektoniczny antycznego świata.

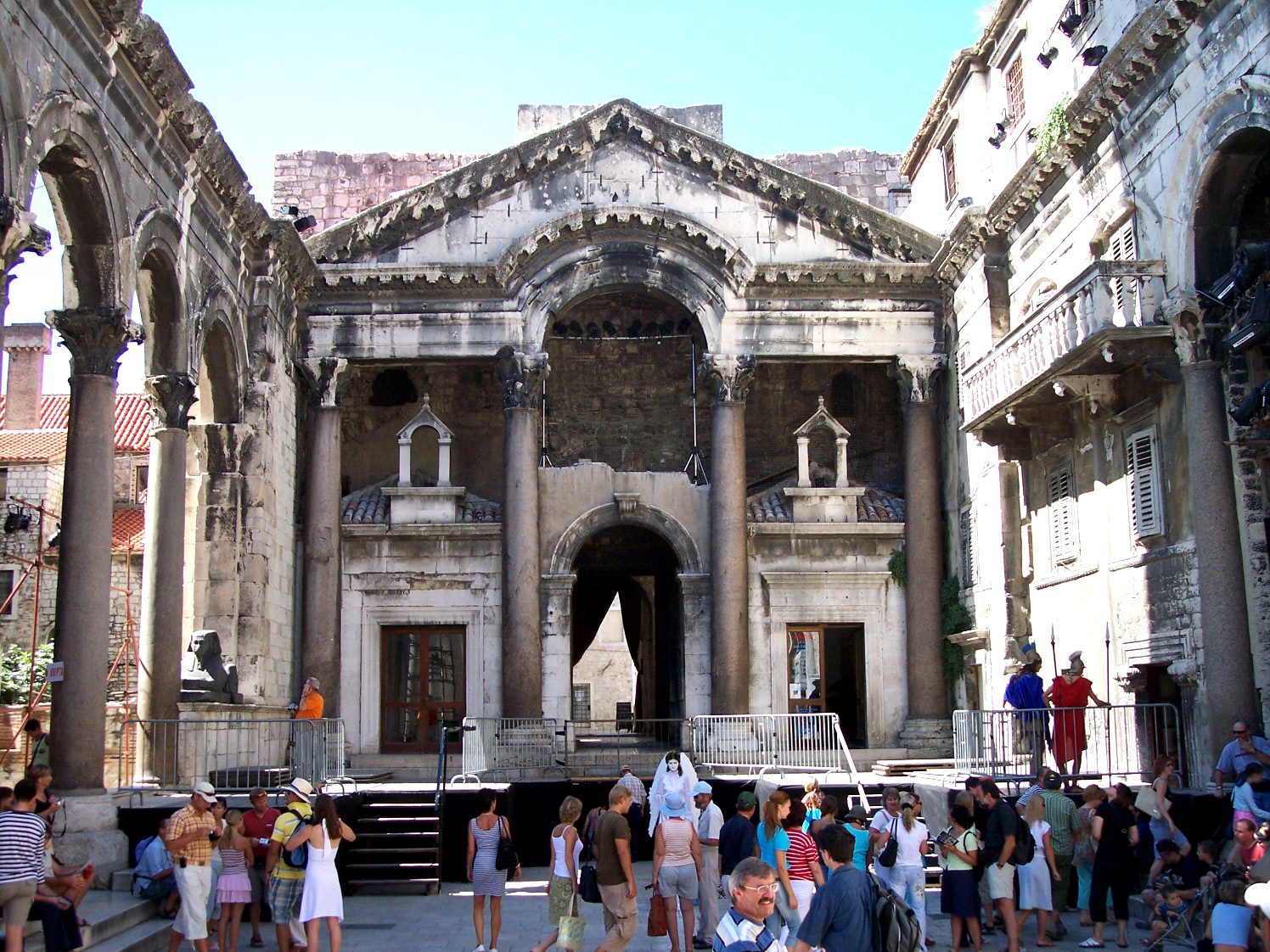
Pałac Dioklecjana w Splicie

Jeden z nielicznych zachowanych bazylik w Europie Zachodniej (z wyjątkiem tej w Rawennie) z czasów wczesnego Bizancjum jest wzniesiona w VI w. Bazylika Eufrazjusza w Poreču.

Trogir

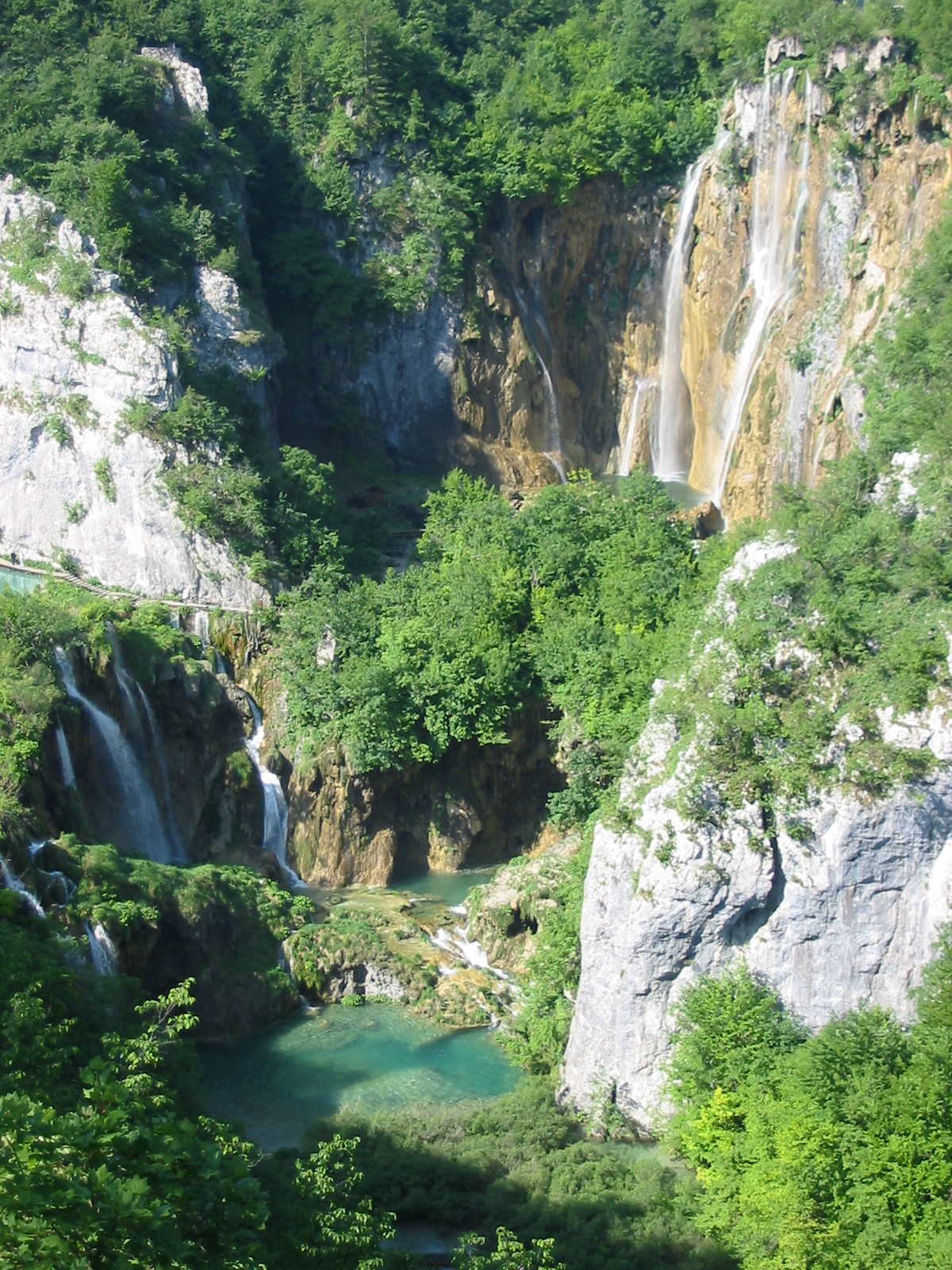
Jeziora Plitwickie

## System oświaty
Szkoły podstawowe, średnie i część uniwersytetów w Chorwacji jest darmowe. Zgodnie z ustawą państwo ma także obowiązek zapewnienia opieki dla dzieci w wieku przedszkolnym (od 6 miesiąca do wieku szkolnego). Na terenie Chorwacji istnieje ponad 800 placówek szkół podstawowych i 400 średnich. Za wszelkie działania administracyjne związane z edukacją odpowiada Ministerstwo Nauki, Edukacji i Sportu (chorw. Ministarstvo Znanosti, Obrazovanja i Sporta).
W szkołach podstawowych (edukacja elementarna) uczą się dzieci w wieku 6–15 lat. Edukacja podzielona jest na dwa etapy: klasy 1–4, gdzie naucza tylko jeden nauczyciel i klasy 5–8 z systemem przedmiotowym. Dzieci obowiązkowo uczą się co najmniej jednego języka obcego i najczęściej jest to angielski.
W ramach kolejnego stopnia edukacji uczniowie mają do wyboru gimnazjum lub szkołę zawodową. Rekrutacja do szkół odbywa się przez Internet. Po ukończeniu szkoły średniej zdaje się egzamin państwowy (chorw. Državna matura).

## Święta państwowe i dni wolne od pracy[8]
- 1 stycznia Nowy Rok
- 6 stycznia Trzech Króli
- Wielkanoc – święto ruchome
- 1 maja Święto Pracy
- Boże Ciało – święto ruchome
- 2 czerwca Dzień Antyfaszystowskiego Ruchu Oporu
- 25 czerwca Dzień Państwowości
- 5 sierpnia Dzień Zwycięstwa
- 15 sierpnia Dzień Wniebowzięcia NMP
- 8 października Święto Niepodległości
- 1 listopada Wszystkich Świętych
- 25, 26 grudnia Boże Narodzenie

## Miejsca
W Chorwacji znajduje się siedem obiektów wpisanych na Listę Światowego Dziedzictwa UNESCO:
- Bazylika Eufrazjusza w Poreču
- Katedra św. Jakuba w Szybeniku
- Zabytkowe miasto Trogir
- Pałac Dioklecjana w Splicie
- Stare miasto w Dubrowniku
- Park Narodowy Jezior Plitwickich
- Miasto Stari Grad na wyspie Hvar

## Parki narodowe

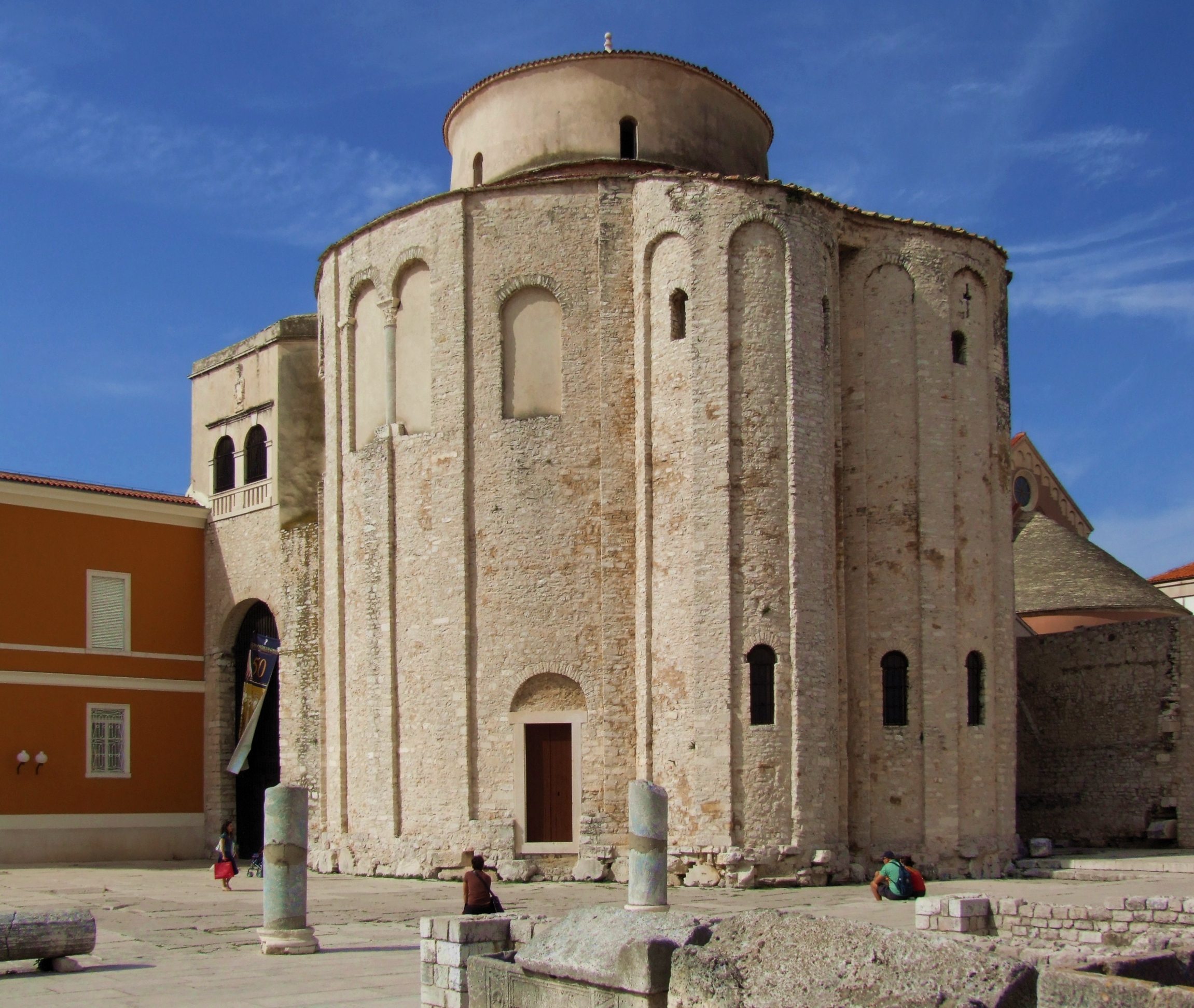
Kościół św. Donata w Zadarze

W Chorwacji znajduje się łącznie 8 parków narodowych:
- Park Narodowy Risnjak
- Park Narodowy Paklenica
- Mljet
- Kornati
- Wyspy Briońskie
- Park Narodowy Jezior Plitwickich
- Park Narodowy Krka

## Architektura
Do najstarszych zachowanych zabytków architektonicznych w Chorwacji należą kościoły z IX w. Największym z nich jest kościół św. Donata w Zadarze.

## Sport
Najpopularniejszym sportem drużynowym jest piłka nożna. Chorwacki Związek Piłki Nożnej (chorw. Hrvatski nogometni savez) od 1992 r. jest członkiem FIFA i UEFA.